# Bộ Xa (車)
Bộ Xa, bộ thứ 159 có nghĩa là "xe" là 1 trong 20 bộ có 7 nét trong số 214 bộ thủ Khang Hy.
Trong Từ điển Khang Hy có 361 chữ (trong số hơn 40.000) được tìm thấy chứa bộ này.

## Tự hình Bộ Xa (車)

Giáp cốt văn
Kim văn
Đại triện
Tiểu triện

## Chữ thuộc Bộ Xa (車)
| Số nét bổ sung | Chữ Hán phồn thể                                                           | Chữ Hán giản thể                 |
| -------------- | -------------------------------------------------------------------------- | -------------------------------- |
| 0              | 車                                                                         | 车                               |
| 1              | 軋                                                                         | 轧                               |
| 2              | 軌 軍                                                                      | 轨                               |
| 3              | 軎 軏 軐 軑 軒 軓 軔 軕                                                    | 轩 轪 轫                         |
| 4              | 軖 軗 軘 軙 軚 軛 軜 軝 軞 軟 軠 軡 転 軣                                  | 转 轭 轮 软 轰                   |
| 5              | 軤 軥 軦 軧 軨 軩 軪 軫 軬 軮 軯 軰 軱 軲 軳 軴 軵 軶 軷 軸 軹 軺 軻 軼 軽 | 轱 轲 轳 轴 轵 轶 轷 轸 轹 轺 轻 |
| 6              | 軭 軾 軿 輀 輁 輂 較 輄 輅 輆 輇 輈 載 輊 輋 輌                            | 轼 载 轾 轿 辀 辁 辂 较          |
| 7              | 輍 輎 輏 輐 輑 輒 輓 輔 輕                                                 | 辄 辅 辆                         |
| 8              | 輖 輗 輘 輙 輚 輛 輜 輝 輞 輟 輠 輡 輢 輣 輤 輥 輦 輧 輨 輩 輪 輫 輬 輦 輪 | 辇 辈 辉 辊 辋 辌 辍 辎          |
| 9              | 輭 輮 輯 輰 輱 輲 輳 輴 輵 輶 輷 輸 輹 輺 輻 輼 輻                         | 辏 辐 辑 辒 输 辔                |
| 10             | 輽 輾 輿 轀 轁 轂 轃 轄 轅                                                 | 辕 辖 辗                         |
| 11             | 轆 轇 轈 轉 轊 轋 轌                                                       | 辘                               |
| 12             | 轍 轎 轏 轐 轑 轒 轓 轔                                                    | 辙 辚                            |
| 13             | 轕 轖 轗 轘 轙 轚                                                          |                                  |
| 14             | 轛 轜 轝 轞 轟                                                             |                                  |
| 15             | 轠 轡 轢                                                                   |                                  |
| 16             | 轣 轤                                                                      |                                  |
| 20             | 轥                                                                         |                                  |